# 卷耳箭竹
卷耳箭竹（学名：Fargesia circinata）为禾本科箭竹属下的一个种。

## 扩展阅读
- 維基物種上的相關：卷耳箭竹